# Mesophysa ultima
Mesophysa ultima är en tvåvingeart som beskrevs av Arturs Neboiss 1971. Mesophysa ultima ingår i släktet Mesophysa och familjen kulflugor. Inga underarter finns listade i Catalogue of Life.